# Emilinha Borba
Emília Savana da Silva Borba, conhecida como Emilinha Borba, (Rio de Janeiro, 31 de agosto de 1923 — Rio de Janeiro, 3 de outubro de 2005) foi uma cantora de samba, marcha e choro brasileira. É considerada uma das mais populares intérpretes do século XX no Brasil.

## Biografia

### Infância e inicio da carreira

Em 1957.

Emília Savana da Silva Borba, nasceu no Bairro da Mangueira, na cidade do Rio de Janeiro em 31 de agosto de 1923. Era filha de Eugênio Jordão Borba e Edith da Silva Borba.
Ainda menina e contrariando um pouco a vontade de sua mãe, apresentava-se em diversos programas de auditório e de calouros. Ganhou seu primeiro prêmio, aos 14 anos, na "Hora Juvenil", da Rádio Cruzeiro do Sul. Cantou também no programa "Calouros de Ary Barroso", obtendo a nota máxima ao interpretar "O X do Problema", de Noel Rosa. Logo depois, começou a fazer parte dos coros das gravações da Columbia.
Formou, na mesma época, uma dupla com Bidu Reis (Edila Luísa Reis), chamada As Moreninhas. A Dupla se apresentou em várias rádios, durante cerca de um ano e meio. Logo depois, a dupla gravou para a "Discoteca Infantil" um disco em 78 RPM com a música "A História da Baratinha", numa adaptação de João de Barro. Desfeita a dupla, Emilinha passou a cantar sozinha e foi logo contratada pela Rádio Mayrink Veiga, recebendo de César Ladeira o slogan "Garota Grau Dez".
Em 1939, foi convidada por João de Barro para participar da gravação da marcha Pirulito cantada por Nilton Paz, sendo que no disco seu nome não foi creditado, apenas o do cantor.
Em março do mesmo ano grava, pela Columbia e com o nome de Emília Borba, seu primeiro disco solo em 78 RPM, com acompanhamento de Benedito Lacerda e seu conjunto, com o o samba-choro Faça o mesmo, de Antônio Nássara e Eratóstenes Frazão e o samba Ninguém escapa de Eratóstenes Frazão.
Também em 1939, foi levada por sua madrinha artística, Carmen Miranda, de quem sua mãe era camareira, para fazer um teste no Cassino da Urca. Por ser menor de idade resolveu alterar sua idade para alguns anos a mais. Além disso, Carmen Miranda emprestou-lhe um vestido e sapatos plataforma. Aprovada pelo empresário Joaquim Rolla proprietário do Cassino da Urca, foi contratada e passou a se apresentar como "crooner", tornando-se logo em seguida uma das principais atrações daquela casa de espetáculos.

Ainda em 1939, atuou no filme "Banana da Terra", de Alberto Bynton e Rui Costa. Esse filme contava com um grande elenco: Carmen Miranda, Aurora Miranda, Dircinha Batista, Linda Batista, Almirante, Aloísio de Oliveira, Bando da Lua, Carlos Galhardo, Castro Barbosa, Oscarito e Virgínia Lane, a "Vedete do Brasil".[carece de fontes?]
Em 1940, gravou com acompanhamento de Radamés Gnattali e sua orquestra os sambas "O Cachorro da Lourinha" e "Meu Mulato Vai ao Morro", da dupla Gomes Filho e Juraci Araújo. Nesse ano, apareceu nos filmes "Laranja da China", de Rui Costa e "Vamos cantar, de Leo Marten.
No ano seguinte, assinou contrato com a Odeon, gravadora onde sua irmã, a cantora Nena Robledo, casada com o compositor Peterpan já era contratada. Já com o nome de Emilinha Borba, lançou os sambas "Quem Parte leva Saudades", de Francisco Scarambone, e "Levanta José", de Haroldo Lobo e Valdemar de Abreu. Gravou ainda um segundo disco na Odeon com o samba "O Fim da Festa", de Nelson Teixeira e Nelson Trigueiro, e a marcha "Eu Tenho Um Cachorrinho", de Georges Moran e Osvaldo Santiago.
Em 1942, foi contratada pela Rádio Nacional do Rio de Janeiro, desligando-se meses depois. Em Setembro de 1943, retornou ao "cast" daquela Emissora, firmando-se a partir de então, e durante os 27 anos que lá permaneceu contratada, como a "Estrela Maior" da emissora PRE-8, a líder de audiência.
Enquanto naquela emissora, Emilinha atingiu o ápice de sua carreira artística, tornando-se a cantora mais querida e popular do país. Teve participação efetiva em todos os seus programas musicais, bem como, foi a "campeã absoluta em correspondência" por 19 anos consecutivos (até quando durou a pesquisa naquela emissora) de 1946 à 1964.

### Briga com Linda Batista
Em 1942, o cineasta norte-americano Orson Welles estava filmando no Brasil, o documentário inacabado "It's All True" (Tudo é Verdade). Nesta época, Linda Batista era a cantora mais popular do Brasil e a estrela absoluta do Cassino da Urca, de onde Orson Welles não saía.
Enquanto permanecia no Rio de Janeiro em farras e bebedeiras, Welles, inicia um romance com Linda Batista. Até que coloca os olhos em Emilinha, já com postura de futura estrela. O cineasta não perdoa a pouca idade de Emilinha, nem o fato de ela namorar o cantor Nilton Paz. Começa a assediá-la, prometendo levá-la para Hollywood. Também enviava-lhe agrados e bilhetes em que se dizia o "Rei do Café".
Linda Batista, ao saber o que estava acontecendo, descarregava suas frustrações na mãe de Emilinha, camareira no Cassino da Urca, humilhando-a sempre que podia. Até que um dia, Linda cerca Emilinha nos bastidores, dá-lhe alguns tapas e rasga seu melhor vestido com o qual ela se apresentaria dali a pouco.
Orson Welles deixou Emilinha em paz, e voltou para os Estados Unidos. Mas, desde essa época, Linda e Emilinha, nunca mais se deram bem. Segundo Jorge Goulart, Linda Batista usava de todo o seu prestígio como estrela absoluta do Cassino da Urca para dificultar a ascensão de Emilinha Borba naquele espaço.

### Rainha do Rádio
Em 1949, Emilinha já era a maior estrela da Rádio Nacional, mas as irmãs Linda Batista e Dircinha Batista eram também muito populares, e as vencedoras, por anos consecutivos, do concurso para Rainha do Rádio. Este torneio era coordenado pela Associação Brasileira de Rádio, sendo que os votos eram vendidos com a Revista do Rádio e a renda era destinada para a construção de um hospital para artistas. Neste ano Emilinha gravou a marcha "Chiquita Bacana" (Primeiro lugar nas paradas de sucesso). Marlene, uma cantora novata apareceu e venceu o concurso de Rainha do Rádio, de forma espetacular. Para tal, recebeu o apoio da Companhia Antarctica Paulista. A empresa de bebidas estava prestes a lançar no mercado um novo produto, o Guaraná Caçula, e, atenta à popularidade do concurso, pretendiam usar a imagem de Marlene, Rainha do Rádio, como base de propaganda de seu novo produto, dando-lhe, em troca, um cheque em branco, para que ela pudesse comprar quantos votos fossem necessários para sua vitória. Assim, Marlene foi eleita com 529 982 votos. Desse modo, originou-se a famosa rivalidade entre os fãs de Marlene e Emilinha, uma rivalidade que, de fato, devia muito ao marketing e que contribuiu expressivamente para a popularidade espantosa de ambas as cantoras pelo país.
Só em 1953, Emilinha foi finalmente coroada como Rainha do Rádio, unicamente com o apoio popular. A quantidade de votos que lhe deu a vitória era maior que a das outras concorrentes somadas.

### Grande Sucesso
Os concursos populares, que servem como termômetro de popularidade do artista, sempre foram constantes, e, das pesquisas realizadas, na fase áurea do rádio, 99,9% deram vitória a Emilinha Borba, tornando-a a artista brasileira que possivelmente possui mais títulos, troféus, faixas e coroas.
Nas edições da "Revista do Rádio", "Radiolândia" e do jornal "A Noite", Emilinha se comunicava com seus fãs, amigos e leitores desses órgãos da imprensa, através de colunas como Diário da Emilinha, Álbum da Emilinha, Emilinha Responde e Coluna da Emilinha.
O simples anúncio de sua presença em qualquer cidade ou lugarejo do país, era feriado local e Emilinha simbolicamente recebia as chaves da cidade e desfilava em carro aberto pelas principais ruas e avenidas sendo aplaudida, ovacionada e acarinhada pelos habitantes e autoridades da localidade.
Devido ao enorme sucesso após o seu terceiro espetáculo realizado no teatro Santa Rosa em João Pessoa (Paraíba) Emilinha teve que cantar em praça pública junto ao Cassino da Lagoa, para um incalculável público, só comparado aos dos comícios de Luiz Carlos Prestes ou Getúlio Vargas.
Emilinha foi a primeira artista brasileira a fazer uma longa excursão pelo país com patrocínio exclusivo. O laboratório Leite de Rosas até então investia em artistas internacionais (como a orquestra de Tommy Dorsey) e contratou e patrocinou Emilinha por três meses consecutivos em excursão pelo Norte e Nordeste.
Sua foto era obrigatória nas capas de todas as revistas e jornais do país. Na "Revista do Rádio" semana era ela, na seguinte outro artista e na posterior ela novamente. Até agosto de 1995, Emilinha Borba foi a personalidade brasileira que maior número de vezes foi capa de revistas no Brasil, calcula-se aproximadamente umas 350 capas nas mais diversas revistas.

### Últimos anos
De 1968 a 1972, Emilinha esteve inativa por problemas de saúde. Teve edema nas cordas vocais e, após três cirurgias e longo estudo para reeducar a voz, voltou a cantar.
Em 2003, após 22 anos sem gravar um trabalho só seu, a Favorita da Marinha lançou o CD "Emilinha Pinta e Borba", com participações de diversos cantores como Cauby Peixoto, Marlene, Ney Matogrosso, Luís Airão, Emílio Santiago, entre outros, vendendo este de forma bem popular, na Cinelândia, em contato com o público, assim como Eliana Pittman e Agnaldo Timóteo e, também lançou no início de 2005, o CD "Na Banca da Folia", para o carnaval do mesmo ano, com a participação do cantor Luiz Henrique na primeira faixa - Carnaval Naval da Favorita e de MC Serginho na quinta faixa, Marcha-Funk da Eguinha Pocotó, conforme informa o site Cantoras do Brasil.
Emilinha continuou fazendo espetáculos pelo Brasil inteiro, tendo marcado presença, nos seus três últimos anos de vida, em vários estados brasileiros como Pernambuco, Ceará, Mato Grosso do Sul, São Paulo e Bahia.
Sua arte, admirada e aplaudida por milhões, sempre foi em prol da cultura popular e, assim, carismática Emilinha Borba, cuja trajetória artística, pontilhada de sucessos, personifica-se como verdadeira e autêntica representante da Era de Ouro do Rádio Brasileiro.

### Morte
Em fevereiro de 2004, Emilinha foi hospitalizada após cair da cama e fraturar o braço direito.
Em junho de 2005, ela esteve internada após cair de uma escada e sofrer traumatismo craniano e hemorragia intracerebral.
Morreu na tarde do dia 3 de outubro de 2005 de infarto fulminante, enquanto almoçava em seu apartamento no bairro de Copacabana, no Rio de Janeiro, aos 82 anos.
Seu corpo foi velado durante toda a noite e pela manhã, por amigos, familiares e fãs, na Câmara dos Vereadores) no Rio de Janeiro e sepultado no Cemitério do Caju.

## Filmografia

### Filmes
- 1967 - Carnaval Barra Limpa
- 1966 - 007 1/2 no Carnaval
- 1960 - Virou Bagunça
- 1959 - Garota Enxuta
- 1959 - Mulheres à Vista
- 1958 - É de Chuá!
- 1957 - Garotas e Samba
- 1957 - Com Jeito Vai
- 1956 - De Pernas pro Ar
- 1956 - Eva no Brasil
- 1956 - Guerra ao Samba
- 1956 - Vamos com Calma
- 1955 - Trabalhou Bem, Genival
- 1955 - Carnaval em Marte
- 1954 - O Rei do Movimento
- 1954 - O Petróleo É Nosso
- 1952 - Barnabé, Tu És Meu ... Rosita
- 1952 - É Fogo na Roupa
- 1952 - Tudo Azul
- 1950 - Aviso aos Navegantes
- 1950 - Todos Por Um
- 1949 - Estou Aí
- 1948 - É Com Este Que Eu Vou
- 1948 - Folias Cariocas
- 1948 - Poeira de Estrelas ....Norma
- 1947 - Este Mundo É um Pandeiro
- 1946 - Fantasma por Acaso
- 1946 - Segura Esta Mulher
- 1945 - Não Adianta Chorar
- 1944 - Romance de um Mordedor
- 1943 - The Story of Samba
- 1943 - Tristezas Não Pagam Dívidas
- 1942 - Astros em Desfile
- 1941 - Vamos Cantar
- 1939 - Banana da Terra

## Discografia

### CDs
Estes álbuns são em formato compact disc:
- 1991 Emilinha Borba (Revivendo) CD
- 2003 Emilinha pinta e borda • CD
- 2004 Se queres saber • Revivendo • CD

### Discos de Vinil
Estes álbuns são em formato LP:
- 1959 Calendário Musical (Continental)
- 1960 Emília No País Dos Sucessos (CBS)
- 1963 Benzinho (CBS)
- 1965 Amor Da Minha Vida (CBS)
- 1969 Os Grandes Sucessos De Emilinha Borba (CBS)
- 1970 Calendário Musical (Continental)
- 1975 Os Grandes Sucessos De Emilinha Borba (CBS)
- 1976 Ídolos Da MPB (Continental)
- 1981 Força Positiva´(formato e gravadora desconhecidos)
- 1982 Oh! As Marchinhas (Continental/PhonoDisc)
- 1984 Sempre Emilinha (CBS)
- 1988 Ídolos Do Rádio (Collector's)
- 1988 Sempre Favorita (Revivendo)
- 1990 O Maravilhoso Mundo Musical De Emilinha Borba, Vol. 2 (CBS)
- 1990 Presença de Emilinha (duplo) (CBS)

### Discos de 78 rotações
Estes discos são em formato de 78 rpm:
- 1939 Faça De Conta (Columbia)
- 1939 Faça O Mesmo/Ninguém Escapa (Columbia)
- 1939 Vem Cantar Também/Qual A Razão (Columbia)
- 1940 O Cachorro Da Lourinha/Meu Mulato Vai Ao Morro (Columbia)
- 1941 Quem Parte Leva Saudade/Levanta José (Odeon)
- 1942 O Fim Da Festa/Eu Tenho Um Cachorrinho (Odeon)
- 1944 Ganhei Um Elefante/Se Eu Tivesse Com Que (Continental)
- 1945 Ai! Luzia (Continental)
- 1945 Como Eu Sambei/Você E O Samba (Continental)
- 1945 Infância (Continental)
- 1945 O Outro Palpite/Divagando (Continental)
- 1946 Antes Eu Nunca Te Visse/Acapulco (Continental)
- 1946 É Um Horror!/Madureira (Continental)
- 1947 Escandalosa/Rumba de Jacarepaguá (Continental)
- 1947 Já É De Madrugada/Telefonista (Continental)
- 1947 Tico Tico Na Rumba (Com Ruy Rey)/Se Queres Saber (Continental)
- 1948 Barnabé/Que Carnaval! (Continental)
- 1948 Chiquita Bacana/Porta Bandeira (Continental)
- 1948 Contraste/Esperar porque? (Continental)
- 1948 Quem Quiser Ver, Vá Lá/Meu Branco (Continental)
- 1949 Boca Negra/Tem Marujo No Samba (Continental)
- 1949 Cabide De Molambo/Caramba! Isto É Samba (Continental)
- 1949 Capelinha De Melão/Dona Felicidade (Continental)
- 1949 Casca De Arroz/Eu Já Vi Tudo (Continental)
- 1949 Deixe Que Amanheça/Eu Sei Estar Na Bahia (Continental)
- 1949 Escocesa/Boca Rica (Continental)
- 1950 A Bandinha Do Irajá (Continental)
- 1950 Baião De Dois/Paraíba (Continental)
- 1950 Bate O Bumbo/Tomara Que Chova (Continental)
- 1950 Boa/Jurei (Continental)
- 1950 Festa Brava/Perdi Meu Lar (Continental)
- 1950 Vizinho Do 57/Bico Doce (Continental)
- 1951 Canção De Dalila (Com Trio Madrigal)/Feliz Natal (Com Trio Madrigal e Trio Melodia) (Continental)
- 1951 Dançando A Rumba (Continental)
- 1951 Dez Anos/Mambo Do Gato (Continental)
- 1951 Noite De Luar(Continental)
- 1951 Urubu Rei/O Beijo Da Paz (Continental)
- 1952 Aconteceu/Bandolins Ao Luar (Continental)
- 1952 Bananeira Não Dá Laranja/Catumbi Encheu (Continental)
- 1952 Cacimbão/Filho De Mineiro (Continental)
- 1952 Filipeta/Olha A Corda (Todamérica)
- 1952 Fora Do Samba/Nem De Vela Acesa (Continental)
- 1952 Mucho Gusto (Continental)
- 1952 Nosso Amor/Camponesa (Continental)
- 1952 Se Você Me Deixar/A Música Que Eu Não Ouvi (Continental)
- 1952 Sua Mulher Vai Ao Baile Comigo (Continental)
- 1953 A Louca Chegou (Continental)
- 1953 Acende A Vela/Calúnia (Continental)
- 1953 Baião De São Pedro Continental
- 1953 É O Maior(Com Trio Madrigal)/Segure Teu Destino (Continental)
- 1953 Quando Tu Não Estás/Outono (Continental)
- 1953 Renunciei/Vai Fazer Um Mês (Continental)
- 1953 Semana Inteira/Caboclo (Continental)
- 1953 Você Sabe Muito Bem/Pelo Amor De Deus (Continental)
- 1954 A Melhor Fruta Da Terra/Ninguëm Bebe Por Prazer (Continental)
- 1954 Aí Vem A Marinha (Continental)
- 1954 Ai! Que Medo/Senhorita (Continental)
- 1954 Noite Nupcial/Os Quindins De Iaiá (RCA Victor)
- 1954 Os Meus Olhos São Teus/Noite De Chuva (Continental)
- 1954 Vaya Com Dios(Com Trio Madrigal)/Parabéns São Paulo (Continental)
- 1955 A Água Lava Tudo (Continental)
- 1955 Canta Canta Pasarinho/Toada De Amor (Continental)
- 1955 Chega De Índio/Marcha Do Varunca (Continental)
- 1955 Deixa Eu, Nego/Canto Do Cisne (Continental)
- 1955 Em Nome De Deus/Jerônimo (Continental)
- 1955 Istambul/Lavadeira (Continental)
- 1955 Pescador Granfino/Vou Me Acabar (Continental)
- 1955 Saudação Aos Peregrinos/Nova Canaã (Continental)
- 1956 A ordem Do Rei/Vai Com Jeito (Continental)
- 1956 Bate O Bife (Continental)
- 1956 Brasil Fonte Das Artes/Só Não Vejo Você (Continental)
- 1956 Fandango/Samba Moderno (Continental)
- 1956 Feliz Ano Novo/É Natal (Continental)
- 1956 Lembrando Paris/Insensato Coração (Continental)
- 1956 Meu Benzinho/Beijar (Continental)
- 1956 Não É Só O Luar/Jóia Rara (Continental)
- 1956 No Tempo Do Vintém/Tarará Tarará (Continental)
- 1957 Aqueles Olhos Verdes/Desengano (Continental)
- 1957 Arranca Minha Vida/Três Caravelas (Continental)
- 1957 Canção Das Fãs/Mentirosa (Continental)
- 1957 Chora Na Lama/Fevereiro (Continental)
- 1957 Corre, Corre Lambretinha (Todamérica)
- 1957 Mulheres Da Terceira Dúzia/Não Há Remédio (Continental)
- 1958 Férias De Julho/Canção De Agosto (Continental)
- 1958 Flor De Março/Chuvas De Abril (Continental)
- 1958 La Machicha/Patricia (Columbia)
- 1958 La Machicha/Patrícia (Columbia)
- 1958 Noites De Junho/Botões De Laranjeira (Continental)
- 1958 Outra Prece De Amor/Cachito (Columbia)
- 1958 Primavera No Rio/Em Outubro Vou Pagar (Continental)
- 1958 X9-O Samba Impossível/Resolve (Columbia)
- 1959 Amor De Outrora/Renunciei (Columbia)
- 1959 Mamãe Eu Vou Ás Compras/Na Paz De Deus (Columbia)
- 1959 Maria Das Dores/Serapião (Columbia)
- 1959 Menina Direitinha/Vedete (Columbia)
- 1959 Meu Santo Antônio/Em Meus Braços (Columbia)
- 1959 Não Comprem Este Disco/Fiorim Fiorelo (Columbia)
- 1960 A Danada Da Saudade/Alguém (Columbia)
- 1960 Boa Noite Meu Bem/História Da Minha Vida (Columbia)
- 1960 Gelo/Marcha Do Pintinho (Columbia)
- 1960 Me Leva Pro Céu/Intriga (Columbia)
- 1960 Pensar...Professor/Qual É O Pó? (Columbia)
- 1961 Chora Que Eu Vou Gargalhar/Meu Cavalo Não Manca (Columbia)
- 1961 Milhões De Carinhos/Juntinhos É Melhor (Columbia)
- 1961 Papai E Mamãe/Demorei (Columbia)
- 1962 Alegria De Pobre/É Brasa (Columbia)
- 1962 Benzinho/Quero Outra Vez Sentir (Columbia)
- 1962 Castigo Meu Amor/Filhinho Querido (Columbia)
- 1962 Pó De Mico/E O Bicho Não Deu (Columbia)
- 1963 Juro Por Nossa Senhora/É Triste A Minha Canção (Columbia)
- 1963 Marcha Do Remador/Até O Luar (Columbia)
- 1963 Minha Verdade/Choro Com Razão (Columbia)
- 1963 Retrato De Cabral/Cuidado Menina (Columbia)
- 1964 Menina Da Areia/Quando Você Me Apareceu (CBS)

## Maiores Sucessos
- Escandalosa, Djalma Esteves e Moacir Silva (1947)
- Se Queres Saber, Peterpan (1947)
- Rumba de Jacarepaguá, Haroldo Barbosa (1947)
- Tem Marujo no Samba, João de Barro (com Nuno Roland) (1948)
- Capelinha de Melão, motivo popular adaptado por Alberto Ribeiro e João de Barro (1949)
- Chiquita Bacana, Alberto Ribeiro e João de Barro (1949)
- Eu Sei Estar na Bahia, José Maria de Abreu e Osvaldo Santiago (com Blecaute) (1949)
- Baião de Dois, Humberto Teixeira e Luiz Gonzaga (1950)
- Paraíba, Humberto Teixeira e Luiz Gonzaga (1950)
- Tomara que Chova, Paquito e Romeu Gentil (com Guio de Morais e Seus Parentes) (1951)
- Dez Anos, Rafael Hernández, versão de Lourival Faissal (1951)
- Bandolins ao Luar, Philip Green, versão de Lourival Faissal (1952)
- Jerônimo, Getúlio Macedo e Lourival Faissal (1954)
- Em Nome de Deus, Chago Alvarado, versão de Lourival Faissal (1955)
- A Água Lava Tudo, Paquito, Romeu Gentil e Jorge Gonçalves (1955)
- Bate o Bife, João de Barro (com Bill Farr) (1956)
- Brasil, Fonte das Artes, Djalma Costa, Eden Silva e Nilo Moreira (com a Bateria do Salgueiro) (1957)
- Vai com jeito, João de Barro (1957)
- Corre, Corre Lambretinha, João de Barro (1957)
- Aqueles Olhos Verdes, Nilo Menendez, versão de João de Barro (1957)
- Fevereiro, João de Barro (1958)
- Botões de Laranjeira, Genival Macedo e Lourival Faissal (1958)
- Cachito, Consuelo Velásquez, versão de A. Bourget (1958)
- Patrícia, Damazo Perez Prado, versão de A. Bourget(1958)
- Benzinho, Fernando Costa e Rossini Pinto (1962)
- Pó-de-mico, Arildo Sousa, Dora Lopes e Renato Araújo (1963)
- Marcha do remador, Antônio Almeida e Oldemar Magalhães (1964)
- Mulata Iê-iê-iê, João Roberto Kelly (1965)
- Israel, João Roberto Kelly (1973)